# Payap-Universität
Die Payap-Universität (Thai: มหาวิทยาลัยพายัพ, PIH) ist eine private thailändische Universität in Chiang Mai, Nord-Thailand. Die Payap-Universität war die erste private Universität in Thailand. Das Wort p(h)ayap bedeutet „Nordwesten“ und ist der traditionelle Name der Region um Chiang Mai. Sie wird von der evangelischen Church of Christ in Thailand getragen.

## Geschichte und Allgemeines
Die Payap-Universität geht zurück auf das Theologische Seminar Thailand, das 1888 gegründet wurde. Dieses Seminar ist heute im Theologischen McGilvary-College eingebettet. 
1974 entstand daraus die von der Church of Christ in Thailand getragene Privathochschule Payap College. Dieses gehörte 1984 zu den ersten vier privaten Hochschulen in Thailand, die den Status einer Universität bekamen. Die Universität gehört zu den Gründungsmitgliedern der Vereinigung Privater Höherer Bildungsanstalten in Thailand sowie der Association of Southeast Asian Institutions of Higher Learning. Sie dient hauptsächlich der Ausbildung in Liberal Arts und der vorberuflichen Ausbildung und bietet dazu 27 Vordiplom- und acht Diplom-Studiengänge in Thai und Englisch an. 
Insgesamt studieren etwa 6.000 Studenten an der Payap-Universität, von denen rund 6 % in den englischsprachigen Studiengängen am International College (IC) ausgebildet werden.

## Akademisches Programm
Folgende Studiengänge werden angeboten:

### Bachelor
- Computer Information Science
- Internationale Betriebswirtschaft
- Internationales Hotelmanagement
- Englische Kommunikation

### Master
- Englisch als Zweitsprache (TESOL)
- Sprachwissenschaft
- Internationale Betriebswirtschaft
- Theologie
- MBA im Ausbildungsmanagement

### Promotionsstudium
Doktor in Philosophie (Peacebuilding) 